# Blacklight
Blacklight es una serie de videojuegos independientes y gratuitos desarrollada por Zombie Studios. De ambiente futurista, todos los juegos son shooters en primera persona.
Su motor estándar es el mítico Unreal.
También es una aplicación simple y rápida para eliminar rootkits de un ordenador infectado.
- Datos: Q5729658